# Лоро Чуфена
Ло̀ро Чуфѐна (на италиански: Loro Ciuffenna) е градче и община в централна Италия, провинция Арецо, регион Тоскана. Разположено е на 330 m надморска височина. Населението на общината е 5925 души (към 2010 г.).